# کانپو
کانپو (به ژاپنی: 寛保 Kanpō) نام عصر ژاپنی در دوره ادو بود. این دوره بعد از گنبون و قبل از انکیو (دوره ادو) بود. این دوره از فوریه ۱۷۴۱ تا فوریه ۱۷۴۴ میلادی ادامه داشت. در این دوره امپراتور ساکوراماچی امپراتور ژاپن بود.